# Annals of Economics and Statistics
Annals of Economics and Statistics est une revue d'économie éditée par le Groupe des écoles nationales d'économie et statistique. La revue a été fondée en 1969 par Edmond Malinvaud sous le nom Annales de l'INSEE. En 1986, la revue fusionne avec les Cahiers du séminaire d'économétrie et devient Annales d'économie et de statistique. La revue est alors publiée par l'Association for the Development of Research in Economics and Statistics) (ADRES). Depuis 2005, la revue est devenue anglophone et s'intitule Annals of Economics and Statistics.